# ميدات (كشر)

تعديل مصدري - تعديل

ميدات هي إحدى قرى عزلة الحماريين بمديرية كشر التابعة لمحافظة حجة، بلغ تعداد سكانها 46 نسمة حسب تعداد اليمن لعام 2004.